# Federico Mazzotta
Pour les articles homonymes, voir Mazzotta.
Federico Mazzotta, né en 1839 à Naples et mort en 1897, est un peintre italien, principalement de sujets de genre, mais aussi de thèmes historiques et néopompéiens.

## Biographie
Il réside à Capoue. En 1884, il expose à Turin Un disastro et Un piccolo disastro. En 1886 à Milan, en 1886, il expose Un trovatello et Il pomo morsicato, et en 1887, à Venise In campagna.
À la Neapolitan Promotrice de 1866, il expose Margherita Pusterla et son geôlier. Dix ans plus tard, lors des expositions de Gênes et de Milan, il expose un Denys, Tyran de Syracuse. Il peint La tarentelle (1873) à Naples, et Il Sandalo, de style néo-pompéien, en 1876 pour la Promotrice di Genova